# Contrafarsa
Contrafarsa es una murga uruguaya fundada en 1980 con el nombre El Firulete por Enrique José González Rizzo, en la cooperativa de Sayago. Adoptan su nombre actual para poder participar del concurso oficial del carnaval en 1987. Resultaron ganadores de dicho concurso en 1991, 1998, 2000 y 2002. Contrafarsa es un hito en el mundo del Carnaval, si bien no concursa oficialmente desde el año 2006. 

## Historia

### Primeros años
La murga surge como murga de niños el 10 de agosto de 1980, participando de los festejos del Día del Niño en el salón comunal de la cooperativa de viviendas “Mesa 3”, ubicada en el barrio Sayago de Montevideo.
En esta etapa la murga graba la canción de Rubén Olivera, “Himno de las cooperativas”, la cual tuvo amplia repercusión en la década de 1980.
El crecimiento de la murga generó un continuo pasaje de importantes integrantes hacia otras agrupaciones que ya participaban del Concurso oficial. Participa del carnaval de Durazno en 1986, y al año siguiente deciden participar del Concurso Oficial capitalino.

### Contrafarsa
Debido a que "El Firulete" ya estaba registrado en el concurso oficial, eligen el nombre "Contrafarsa", por el cual se la conoce hoy en día. En su primera participación del año 1987 su primera retirada fue una coautoría de música de Rubén Olivera y letra de Julio Brum.
En años siguientes logran distintas posiciones en dicho concurso, hasta llegar a obtener el primer premio en 1991. Uno de los letristas en aquella ocasión fue Álvaro García, quien algunos años más tarde sería Ministro de Economía y Director de la OPP en los gobiernos de Tabaré Vázquez.

## 1997
En 1997 la murga regresa al carnaval tras tres años de ausencia. Dirigida por Juan Carlos Ferreira y con Marcel Keoroglían y Freddy Gonzalez como cupleteros, logran el 6° puesto en la categoría.

## 1998  "El Show De Los Casos Reales"
En 1998 la murga presenta el espectáculo "El Show De Los Casos Reales" en donde se iban mostrando distintos casos e historias cotidianas, de barrio. Los dos cuplés principales eran "El Masoquista" (Interpretado por Marcel Keoroglián) y Las Chusmetas, ambos escritos por Tabaré Cardozo. Las letras de la presentación y la despedida son de Álvaro García. La murga obtuvo el 1° puesto de la categoría.

## 1999
Para 1999 la murga llega con el mismo plantel y los mismos letristas que el carnaval anterior. Con el cuplé del Judas y de "Doña Identidad", la murga obtiene el 4° lugar en el concurso.

## 2000 "El Tren De Los Sueños"
Para el año 2000 la murga llega con muchos cambios tanto en el plantel como en los técnicos. Ya no está más Tabaré Cardozo en las letras, y muchos componentes fueron baja para ese carnaval. Por eso llega a la murga para escribir el medio Enrique "Gallego" Vidal (con aportes de Marcel Keoroglián) y en las puntas Álvaro García.
Este es, sin dudas, uno de los espectáculos más recordados del carnaval, "El Tren De Los Sueños", el cual trataba de un tren que iba pasando por distintas estaciones que oficiaban como cuplés. Estaban, entre ellas: el "Popurrí Locomotor", "La Revuelta", "La Navidad" y "El Recreo", y también presentaron "El Consumidor", uno de los cuplés más recordados, interpretados por Marcel Keoroglián. Ese año la retirada se tituló "El Loco De La Estación".
Ganaron el primer premio del Concurso Oficial de Carnaval y varias menciones.

## 2001 "Demudanzas"
En 2001 la murga llega con "Demudanzas", un espectáculo en el cual cuentan todo lo que vive la familia "Contrafarsa". Los cuplés son escritos por Marcel Keoroglian y las puntas, como siempre, de Álvaro García. Obtienen el 4° puesto en el concurso oficial. Esta presentación de la murga y puntualmente este espectáculo tiene de especial la enfermedad y el fallecimiento de Schubert Giossa, uno de sus integrantes.

## 2002 "Un Barrio De Película"
"Un Barrio De Película" fue la propuesta de Contrafarsa para el 2002. Con textos de Marcel y Álvaro, la murga propone una recorrida por un barrio como tantos, en el cual hay una feria (la cual oficia como popurrí) y un cine de barrio. También esta "Benito Botonelli" que tiene la cura para la sociedad, y el "Pastor Martinez" que trae la cura para todos los males del barrio. La despedida se tituló "Legado De Un Murguero" y estuvo dedicada a Schubert Gioscia, componente fallecido hacía poco tiempo.
Obtienen por última vez (hasta ahora) el primer premio del Concurso Oficial de Carnaval y varias menciones.

## 2003
La murga presenta en el espectáculo un popurrí en el cual cantan en el ómnibus las noticias, un cuplé apostando al humor donde Marcel Keoroglián interpreta a un Kiosquero, y un cuplé de más seriedad donde Marcel interpreta a Jorge Batlle (presidente del Uruguay entre 2000 - 2005), mientras que cuentan que pasaría si el presidente un día se despierta y está solo. Este año, para mucha gente, la murga presenta dos de sus mejores cuplés "Mi sueño" (el kioskero) y "El Presidente" y del mismo modo una de sus Despedidas más recordadas escritas por Álvaro García "2016" en donde en plena crisis económica y social del país, plantea una mirada al Uruguay del 2016. 
Al igual que todas las murgas en este año, el punto que más tocaron fue la crisis en la que estaba el país. En esta ocasión obtienen el 2° lugar en el Concurso Oficial de Carnaval.

## 2004
Para el 2004, la murga sufre muchos cambios. Las bajas de Marcel Keoroglián y Pitufo Lombardo no impidieron que presentaran un espectáculo para el carnaval 2004. La murga se pone en la piel de una banda de músicos la cual recorre distintos lugares en los que realizan toques. En sus cuplés se destacan "Paso Plancha", "Los Pearcengs", "Estancia El Acomodo" y "Villa Nostalgia". La dirección escénica estuvo a cargo de Luis Ortiz y la dirección musical a cargo de Diego Berardi. Este año obtienen el 8° lugar en el Concurso Oficial de Carnaval.

## 2005 "Filosofía Oriental"
Tras asumir Tabaré Vazquez como presidente y con el regreso de "Pitufo" Lombardo y Marcel Keoroglian, la murga presenta "Filosofía Oriental" como espectáculo, presentan un popurrí el cual tiene una primera parte realizando peticiones al nuevo presidente de la república y otra parte criticando fuerte a toda la política. Luego presentan un cuplé sobre el ciclismo, otro sobre el "Harakiri Nacional" y otro titulado "La Gorda Bella" protagonizado por Marcel Keoroglian. La dirección de este espectáculo estuvo a cargo de Alberto "Coco" Rivero con una puesta muy particular. La murga obtiene el 3° lugar del Concurso.

## 2006 "La Corte De Los Milagros"
Nuevamente son bajas "Pitufo" y Marcel. Pero se suman muchos jóvenes al plantel de la murga. Llegan Julio Mañana y Carlos Prado al coro (dos murguistas de generaciones mayores a ellos, pero con una sonoridad en sus voces muy particular) y llega a su murga Alejandro Balbis a la dirección escénica y musical. Presentan un espectáculo titulado "La Corte De Los Milagros" donde cuentan las aventuras de una corte de "otro mundo".
Obtienen el 10° lugar en el Concurso y éste fue el último año que se presentan en el Carnaval uruguayo.

## 2020 "El tren de los sueños - 20 años"
Con el motivo de la celebración de los 20 años de "El Tren de los sueños", uno de sus más recordados espectáculos, Contrafarsa volvió a reunirse para presentarse en el Auditorio Nacional del Sodre Dra. Adela Reta los días 1, 2, 3, 4, 5, 6, 10, 11 y 12 de noviembre de 2020, con entradas agotadas. En dicha celebración participó todo el elenco del 2000, junto al mismo equipo técnico (Fernando Toja, Daniel Baez, Daniel Canoura, Soledad Capurro, Hugo Millán y Mariela Gotuzzo) y a otros técnicos que se sumaron en el proyecto como Juan Landarín, Leticia Martínez, Juan Piazza, Sofia Córdoba, entre otros  y otros artistas referentes y amigos de la murga. A comienzos de 2021, Contrafarsa se presentará en el Antel Arena, el mayor centro de espectáculos del Uruguay. El tren de los sueños 20 años fue grabado en vivo en las 9 funciones del Auditorio del Sodre, generando un álbum doble (editado por el sello Ayuí Tacuabé) que se presentará públicamente en el show de Antel Arena.
A mediados del 2020, recibe el Premio Graffiti a la mejor reedición, por el álbum "Repertorio 1991" junto con Mauricio Ubal.

## Posiciones
Posiciones obtenidas en el concurso oficial desde su ingreso en el año 1987.
| 1987 | 1988 | 1989 | 1990 | 1991 | 1992 | 1993 | 1994 | 1995 | 1996 | 1997 | 1998 | 1999 | 2000 | 2001 | 2002 | 2003 | 2004 | 2005 | 2006 |
| ---- | ---- | ---- | ---- | ---- | ---- | ---- | ---- | ---- | ---- | ---- | ---- | ---- | ---- | ---- | ---- | ---- | ---- | ---- | ---- |
| 13°  | 11°  | 13°  | 4°   | 1º   | 4º   | 5º   | ...  | ...  | ...  | 6º   | 1º   | 4º   | 1º   | 4º   | 1º   | 2º   | 8º   | 3º   | 10º  |

## Discografía
Álbumes
- 1999, "Contrafarsa en vivo!" (Ayuí / Tacuabé)
- 2000, "El tren de los sueños" (Ayuí / Tacuabé)
- 2001, "11 Canciones en el área" (junto a Mauricio Ubal. Ayuí / Tacuabé)
- 2001, "Demudanzas" (Ayuí / Tacuabé)
- 2002, "Un barrio de película" (Ayuí / Tacuabé)
- 2004, "Desde Sayago color Carnaval/Antología" (Ayuí / Tacuabé)
- 2006, "La corte de los milagros" (Ayuí / Tacuabé)
- 2019, "Repertorio 1991" (Reedición) (Ayuí / Tacuabé)
- 2021, "El tren de los sueños 20 años" (Ayuí / Tacuabé)

Sencillos
- 1983, "Canción de las Cooperativas" como murga Firulete. (Ediciones Tacuabé)
- 1998, "Presentación 1998" (MMG)
- 2020, "Presentación 2000 (En vivo 2020)" (Ayuí / Tacuabé)
- 2003, "Presentación 2003 (En vivo 2020)" (Ayuí / Tacuabé)

Participaciones
- 1990, "Como el clavel del aire" de Mauricio Ubal. (Ayuí / Tacuabé)
- 1991, "Níquel de Memoria" tema: "Vuela en vivo" junto a Níquel. (Sondor)
- 1998, "Carnaval del futuro - Vol. 1". Artistas varios. Tema: "Presentación 1998" (Remix)
- 1998, "Plaza Guayabo" de Mauricio Ubal. (Ayuí / Tacuabé)
- 1999, "Antología del carnaval". Artistas varios. Tema: Presentación 1998" (Obligado)
- 2000, "Esperando salir". Artistas varios. (Ayuí / Tacuabé)
- 2003, "Alegre Caballero" de Ruben Rada. Tema: "Terapia de Murga" junto a Ruben Rada. (MMG)
- 2005, Gospel  For  J.F.P. III, "Tribute to Jaco Pastorius" tema: "Three Views Of A Secret"  junto a Hiram Bullock y Bireli Lagrene (USA).

## Materiales audiovisuales
- 2001, "Presentación: El tren de los sueños". Grabado en el Teatro Solis.
- 2001, "Alquimia". Grabado en el Teatro Solis.
- 2020, "Estación 40". Videoclip. Música: Luciano Supervielle, Luis Angelero, Contrafarsa.
- 2020, "El tren de los sueños 20 años". En vivo en el Auditorio Nacional Doctora Adela Reta.

## Materiales bibliográficos editados
- "Contrafarsa: Murga, arte y sociedad". Autor: Luis Carrizo.
- 2020, "Contrafarsa: Murga, arte y sociedad" - Edición Aniversario.